# Ælfgifu av York
Ælfgifu av York, född omkring 970, död omkring 1002, var en engelsk drottning, gift med kung Ethelred II av England. Hon var mor till Ethelreds efterträdare Edmund Järnsida. Ælfgifu tycks inte ha spelat en framträdande roll och nämns sällan i samtida dokument.

## Biografi
Ælfgifus härkomst är omtvistad, men hon anges komma från en hög engelsk adelsätt. Hon var troligen dotter till Thored, earl av (södra) Northumbria och York.
Det är inte känt när Ælfgifu och kung Ethelred II gifte sig, men det förmodas ha varit i mitten av 980-talet, beräknat efter deras söners ålder; kungen blev också myndig år 983/984, och förväntades då gifta sig. Äktenskapet skapade ett band mellan kungahuset, som var baserat i södra England, och mäktiga klaner i Northumbria och norra England. Paret fick mellan elva och åtta barn. Flera av dessa tycks ha levt som fosterbarn hos hennes svärmor.
Ælfgifu var aldrig krönt, använde inget sigill och bevittnade inga offentliga dokument. Hon tycks ha spelat en mycket blygsam offentlig roll och nämns bara några enstaka gånger, såsom då hon mottog gåvor i vissa testamenten.
Ælfgifu av York avled troligen i barnsäng kort före kungens andra äktenskap 1002.